# قلعه هالتون
قلعه هالتون (به انگلیسی: Halton Castle) در روستای هالتون قدیم که در حال حاضر بخشی از شهر رانکورن چشایر واقع در انگلستان است قرار دارد. این قلعه بر بالای تپه هالتون واقع شده‌است.